# El último de los Valerio
El Último de los Valerio  (The Last of the Valerii) es una novela fantástica de Henry James, publicada en enero de 1874 en The Atlantic Monthly y al año siguiente en Osgood, Boston.
En un homenaje a Prosper Mérimée, Henry James propone una variación a su novela La Venus de Ille. Dentro de su producción literaria, El último de los Valerio destaca como uno de los pocos relatos fantásticos que no trata de fantasmas. 

## Resumen
El narrador, un pintor estadounidense, acude a la boda de su sobrina con el conde Valerio en Roma. Tras la boda, la pareja descubre una estatua griega de la diosa Juno en el jardín de la ilustre familia de los Valerio. La estatua se encuentra en perfecto estado, con la excepción de una mano desprendida del cuerpo que el conde decide guardar en un cofre.  
Poco después, el narrador y su sobrina perciben que el conde pasa demasiado tiempo en compañía de la estatua, que ha sido emplazada en un pabellón. Una noche, a la luz de la luna, el narrador presencia un rito en el que el conde se consagra a Juno. Cuando la joven esposa descubre con estupor los detalles de la ceremonia nocturna ordena enterrar la estatua, lo que libera al conde de su obsesión.